# Lancia Flavia
El Lancia Flavia es un automóvil de turismo fabricado por la marca italiana Lancia entre los años 1961 y 1975.
El Flavia fue un sedán de lujo de tamaño medio presentado al público en el Salón del Automóvil de Turín de 1960. Utilizaba un nuevo chasis con tracción delantera, suspensión independiente delantera mediante dobles triángulos y trasera por eje rígido y ballestas longitudinales con frenos de disco Dunlop en todas las ruedas . Utilizaba inicialmente un motor bóxer de aluminio de sólo 1500 c.c y 77 CV (89 CV con doble carburador), seguido de versiones 1800 c.c  y 92 CV (102 CV con inyección mecánica Kugelfischer)  y 2.000 cc y 115 cv (124 con inyección mecánica kugelfischer/ 126 con inyección electrónica BOSCH). Las versiones cupé y descapotable fueron presentadas al poco tiempo, siendo diseñadas ambas por Pininfarina. Sin embargo una pequeña versión especial del cupé rediseñado por Zagato fue también comercializada. La cilindrada y potencia fueron aumentados progresivamente con las nuevas series pasando de los 1500 cc iniciales hasta los 2000 cc.

## Motores
| Modelo            | Años    | Motores       | Cilindrada | Potencia | Alimentación     |
| ----------------- | ------- | ------------- | ---------- | -------- | ---------------- |
| Berlina           | 1960-62 | Lancia H4 OHV | 1500 cc    | 77 hp    | Carburador       |
| Coupé, Cab, Sport | 1962    | Lancia H4 OHV | 1500 cc    | 89 hp    | Doble carburador |
| 1500              | 1963-68 | Lancia H4 OHV | 1488 cc    | 75 hp    | Carburador       |
| 1800              | 1963-68 | Lancia H4 OHV | 1800 cc    | 91 hp    | Carburador       |
| 1800 Sport        | 1963-67 | Lancia H4 OHV | 1800 cc    | 104 hp   | Doble carburador |
| 1800 Iniezione    | 1965-68 | Lancia H4 OHV | 1800 cc    | 101 hp   | Inyección        |
| 1500              | 1969-70 | Lancia H4 OHV | 1490 cc    | 79 hp    | Carburador       |
| 1800              | 1969-70 | Lancia H4 OHV | 1816 cc    | 91 hp    | Carburador       |
| 2000              | 1969-74 | Lancia H4 OHV | 1991 cc    | 113 hp   | Carburador       |
| 2000 Iniezione    | 1969-74 | Lancia H4 OHV | 1991 cc    | 125 hp   | Inyección        |